# Болгаро-сирийские отношения
Болгаро-сирийские отношения — двусторонние дипломатические отношения между Болгарией и Сирией. Обе страны установили дипломатические отношения 24 августа 1954 года. Начиная с мая 1955 года, Болгария имеет посольство в Дамаске и почетное консульство в Алеппо, а Сирия посольство в Софии. Обе страны являются полноправными членами Средиземноморского союза.